# Ferrari 312 B3-74
La 312 B3-74 fu la vettura della Scuderia Ferrari che corse il Campionato del mondo 1974, e due gare ad inizio 1975. Era pilotata da Clay Regazzoni e da Niki Lauda. Fu progettata da Mauro Forghieri

## Il contesto
Dopo dieci anni senza alcun titolo vinto, Enzo Ferrari (reduce da seri problemi di salute che lo avevano tenuto molti mesi lontano dalla Scuderia) era determinato a tornare al top della Formula 1. Per iniziare attuò alcune modifiche nell'organico della squadra: nell'agosto 1973 richiamò Mauro Forghieri, sino ad allora non coinvolto nello sviluppo della vettura di F1 di quell'anno, con la responsabilità di occuparsene, nel tentativo di migliorare le scarsissime prestazioni della 312 B3 progettata sotto la direzione dell'ing. Colombo. Le prime modifiche realizzate da Forghieri si rivelarono buone, ma la stagione era ormai quasi terminata e compromessa, concentrandosi sul 1974.
Il costruttore modenese decise di reingaggiare Clay Regazzoni, che aveva già corso per la scuderia dal 1970 al 1972 ed era reduce da un anno alla BRM. Il Drake chiese anche al pilota svizzero chi volesse come compagno di squadra; questi indicò Niki Lauda, suo compagno in BRM. Fu così formata la nuova coppia, licenziando Ickx - con cui i rapporti erano ormai incrinati - e Merzario.
Altra novità fu il cambio nella direzione sportiva, ove venne assunto il giovane manager Luca Cordero di Montezemolo, che rimarrà per tre anni nel ruolo, per poi assumere altri incarichi nel gruppo FIAT e poi diventare (alcuni anni dopo la morte del fondatore) presidente della Ferrari.
Novità si registrarono anche tra le sponsorizzazioni tecniche: concluso il rapporto con Shell, la scuderia si accordò con Agip per la fornitura del carburante, dando inizio a un sodalizio destinato a durare 22 anni.

## La vettura
Pur mantenendo la stessa denominazione B3 della monoscocca realizzata nel 1973 sotto la direzione Colombo, la monoposto F1 di Forghieri del 1974 fu una vettura molto diversa dalla precedente. La 312 B3-74 era infatti una vettura piatta e larga, con radiatori laterali, alettone anteriore a tutta larghezza e una vistosa presa d'aria (airscope) sopra il rollbar. Quasi tutte le altre monoposto erano strette e alte, ma la scelta progettuale si rivelò molto felice in quanto la nuova Ferrari era in grado di sfruttare meglio l'effetto aerodinamico alla ricerca di maggiore deportanza. Forghieri dichiarò poi in alcune occasioni che l'idea gli era venuta lavorando sul progetto della 312P del 1971-1972, osservando che la larga e inclinata superficie della carrozzeria della vettura del mondiale marche otteneva una deportanza maggiore della vettura di formula uno che montava lo stesso motore 3 litri 12 cilindri "piatto".
La vettura presentava un serbatoio della benzina più capiente, grazie all'aggiunta di un ulteriore vano alle spalle del sedile, che andava ad aggiungersi ai due laterali. L'abitacolo venne realizzato in posizione più avanzata rispetto alla vettura precedente, con la pedaliera a ridosso del muso.

### Esemplari costruiti[3]
- 312B3/010 . Vettura del 1973 convertita nella nuova versione, guidata Niki Lauda nella Race of Champions e nel GP di Monaco
- 312B3/011 . Vettura del 1973 convertita nella nuova versione, guidata da Clay Regazzoni  in 6 gare a partire dal GP d'Argentina
- 312B3/012 . Vettura del 1973 convertita nella nuova versione, guidata Niki Lauda in 6 gare a inizio di stagione
- 312B3/014 . Nuova vettura guidata da Clay Regazzoni in 7 gare del 1974 e Niki Lauda in 1. Nel 1975 sarà utilizzata ad inizio stagione da Clay Regazzoni
- 312B3/015 . Nuova vettura guidata da Niki Lauda in 7 gare del 1974, danneggiata nel Gran Premio di Spagna 1974
- 312B3/016 . Nuova vettura guidata da Clay Regazzoni in 2 sole gare del 1975.
- 312B3/020 . Nuova vettura guidata da Niki Lauda in 2 sole gare in apertura del Mondiale 1975

I telai numero 13 e 17 non furono costruiti, probabilmente per scaramanzia, mentre il telaio 20 venne costruito dopo che era stata avviata la costruzione dei primi esemplari "laboratorio" della nuova Ferrari 312 T, che esordirà solo nel 1975 (telai 18 e 19). I primi tre telai vennero modificati in Ferrari "scollando" alcuni pannelli per spostare la posizione di guida

## I risultati

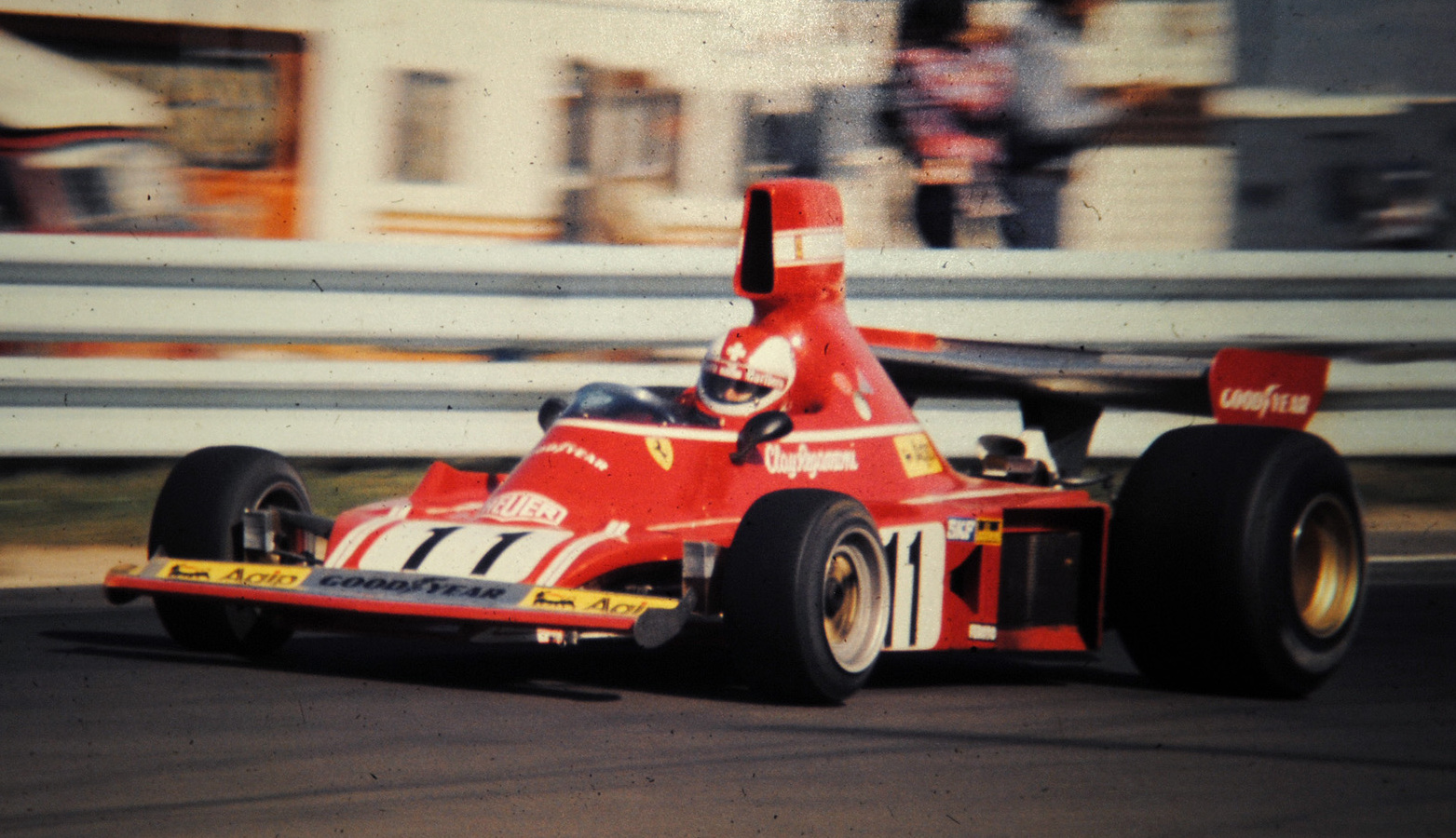
Clay Regazzoni su 312 B3-74 al Gran Premio degli Stati Uniti d'America 1974

Per la prima volta dopo vari anni vennero ottenuti importanti risultati, come tre vittorie e vari piazzamenti. Tutto questo non bastò alla squadra di Maranello per conquistare entrambi i titoli, piloti e costruttori, il cui esito rimase incerto per tutti e due fino all'ultima gara, quando né Regazzoni, né Lauda riuscirono a conquistare punti. Va detto, però, che la vera svolta nel mondiale avvenne a Monza, quando la Ferrari si trovava in vantaggio di sei punti sulla McLaren, ma in gara ambedue i piloti di Maranello si ritirarono e Fittipaldi, pilota della scuderia inglese giunse secondo rimettendo in gioco il mondiale.
La Ferrari può però recriminare varie occasioni perse per vincere, causate dalla forse eccessiva rivalità tra i due piloti. Di rilievo l'episodio avvenuto al Gran Premio di Monaco, quando Regazzoni e Lauda si trovavano rispettivamente in prima e seconda posizione; il pilota austriaco infastidì più volte il compagno di squadra portandolo all'errore e causandone un testacoda. Regazzoni recuperò poi fino al quarto posto, ma furono gettati alle ortiche ben sei punti, che forse, avrebbero permesso allo svizzero di vincere il mondiale.
Un'altra occasione in cui si scatenarono alcune polemiche fu proprio nell'ultimo gran premio dell'anno, negli Stati Uniti. Durante le prove del sabato Regazzoni ruppe più volte il motore, ma il muletto non fu destinato a lui, bensì al compagno di squadra Lauda, che era ormai fuori dalla lotta per il mondiale, mentre lo svizzero era a pari punti con Fittipaldi. Alla fine entrambi i piloti Ferrari si ritirarono, mentre Fittipaldi conquistò tre punti che gli fecero vincere il mondiale (per la seconda volta).
| Anno | Team                       | Motore              | Gomme | Piloti    |   |     |     |   |   |     |     |   |   |   |     |     |     |     |     | Punti | Pos. |
| ---- | -------------------------- | ------------------- | ----- | --------- | - | --- | --- | - | - | --- | --- | - | - | - | --- | --- | --- | --- | --- | ----- | ---- |
| 1974 | Scuderia Ferrari SpA SEFAC | Ferrari Tipo 001/12 | G     | Regazzoni | 3 | 2   | Rit | 4 | 4 | 4   | Rit | 2 | 3 | 4 | 1   | 5   | Rit | 2   | 11  | 65    | 2º   |
| 1974 | Scuderia Ferrari SpA SEFAC | Ferrari Tipo 001/12 | G     | Lauda     | 2 | Rit | 16  | 1 | 2 | Rit | Rit | 1 | 2 | 5 | Rit | Rit | Rit | Rit | Rit | 65    | 2º   |

| Anno | Team                       | Motore              | Gomme | Piloti    |   |   |  |  |  |  |  |  |  |  |  |  |  |  | Punti | Pos. |
| ---- | -------------------------- | ------------------- | ----- | --------- | - | - |  |  |  |  |  |  |  |  |  |  |  |  | ----- | ---- |
| 1975 | Scuderia Ferrari SpA SEFAC | Ferrari Tipo 001/12 | G     | Regazzoni | 4 | 4 |  |  |  |  |  |  |  |  |  |  |  |  | 72,5  | 1º   |
| 1975 | Scuderia Ferrari SpA SEFAC | Ferrari Tipo 001/12 | G     | Lauda     | 6 | 5 |  |  |  |  |  |  |  |  |  |  |  |  | 72,5  | 1º   |

| Legenda | 1º posto     | 2º posto | 3º posto    | A punti         | Senza punti/Non class.  | Grassetto – Pole position Corsivo – Giro più veloce |
| Legenda | Squalificato | Ritirato | Non partito | Non qualificato | Solo prove/Terzo pilota | Grassetto – Pole position Corsivo – Giro più veloce |

## Scheda tecnica
- Carreggiata anteriore: 1,590 m
- Carreggiata posteriore: 1,620 m
- Trazione: posteriore
- Frizione: multidisco
- Cambio: 5 marce e retromarcia
- Freni: a disco pinze in alluminio
- Motore: Tipo 001/12 - 12 cilindri a V di 180° (a cilindri orizzontali contrapposti), cilindrata 2991,80 cm³, potenza circa 495 CV a 12600 giri/minuto[1].